# Фредерік Гарольд Гейл
Фредерік Гарольд Гейл — (англ. Frederick Harold; 1 грудня 1890 — 19 листопада 2004) — американський довгожитель який до кінця лютого 2014 року входив до сотні найстаріших верифікованих довгожителів, до останніх днів залишався в здоровому глузді і в 108 років став найстарішим водієм у світі і найстарішим уболівальником улюблених «Boston Red Sox». Його вік був підтверджений Групою геронтологічних досліджень (GRG). Прожив Гейл 113 років, 354 дні, не дожив всього 12 днів до свого 114-ліття, а також на момент своєї смерті він був 5-тою найстарішою людиною серед чоловіків чий вік був підтверджений.

## Біографія
Хейл народився 1890 року в Нью-Шарон, Штат Мен. Працював він клерком у залізничній компанії, в 1910 році одружився з Флорою Мурс, і того ж року у них народилася перша дитина.
Флора померла в 1979 році, після 69 років шлюбу, після чого Гейл ще протягом 20 років жив один.
У віці 95 років він з'їздив до Японії, в гості до онука, а по дорозі назад заїхав до Гаваї, де вперше у своєму житті спробував серфінг.
У віці 100 років Гейл разом зі своїм старшим сином Норманом побував у Європі, завітавши до місць бойової слави його сина, який воював там у роки Другої світової війни. Крім того, розповідають історію, як 100-річний Гейл убив на полюванні оленя.
У віці 103 років Хейл скидав сніг лопатою з даху свого будинку.
У віці 108 років він все ще водив свій автомобіль, поставивши рекорд як найстарший водій у світі. Цей рекорд офіційно занесено до Книги Рекордів Гіннесса. До речі, пізніше Гейл відмовився водити, оскільки розумів, що такі літні водії, як він, дуже дратують усіх навколо.
Коли Гейлу виповнилося 109 років, він перебрався зі свого рідного штату Мен до штату Нью-Йорк, щоб жити разом зі своїм молодшим сином.
Всього Фред Гейл мав п'ятеро дітей, трьох з яких він пережив. На момент своєї смерті він мав дев'ять онуків, дев'ять правнуків та одинадцять праправнуків.
Фредерік Гейл помер у будинку для людей похилого віку у віці 113 років, 354 дні в Нью-Йорку від ускладнень пневмонії, трапилося це 19 листопада 2004 року, всього за 12 днів до його 114-го дня народження.

## Рекорди довгожителя
- В 1999 році, Гейл потрапив до Книги рекордів Гіннеса, як найстаріша людина, який у 108 років водив автомобілем.
- 1 грудня 2003 року, Гейлу виповнилося 113 років.
- Входив у топ 100 найстаріших людей в світовій історії.
- Був 5-м найстарішою людиною серед чоловіків.
- Був найстарішим живим чоловіків у світі.

## Факти про Гейла
Після видалення катаракти Гейл мав прекрасний для довгожителя зір, відомо, що до самої своєї смерті він із задоволенням грав у карти.
Відомо і те, що все своє життя Гейл був уболівальником бейсбольної команди Бостон Ред Сокс, ставши в результаті її найстарішим фанатом. А незадовго до смерті Гейла у ЗМІ з'явилася інформація, що він виявився єдиним живим свідком того, як у 1918 Red Sox вперше виграли World Series.
У молодості Гейл захоплювався бджільництвом і навіть ділився секретом свого довголіття — щоранку він з'їдав по ложці свіжого меду.